# ببنهاوزن

منظره منطقه ببنهاوزن از جنوب

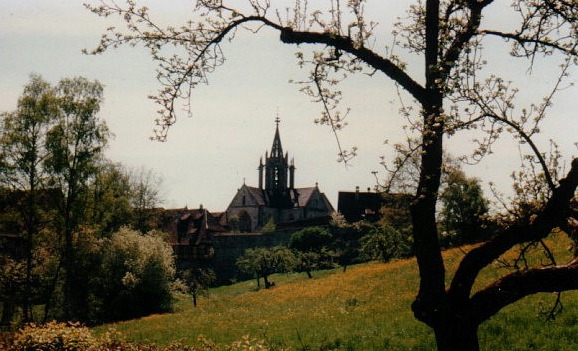
کلیسای سیستریسیان ببنهاوزن

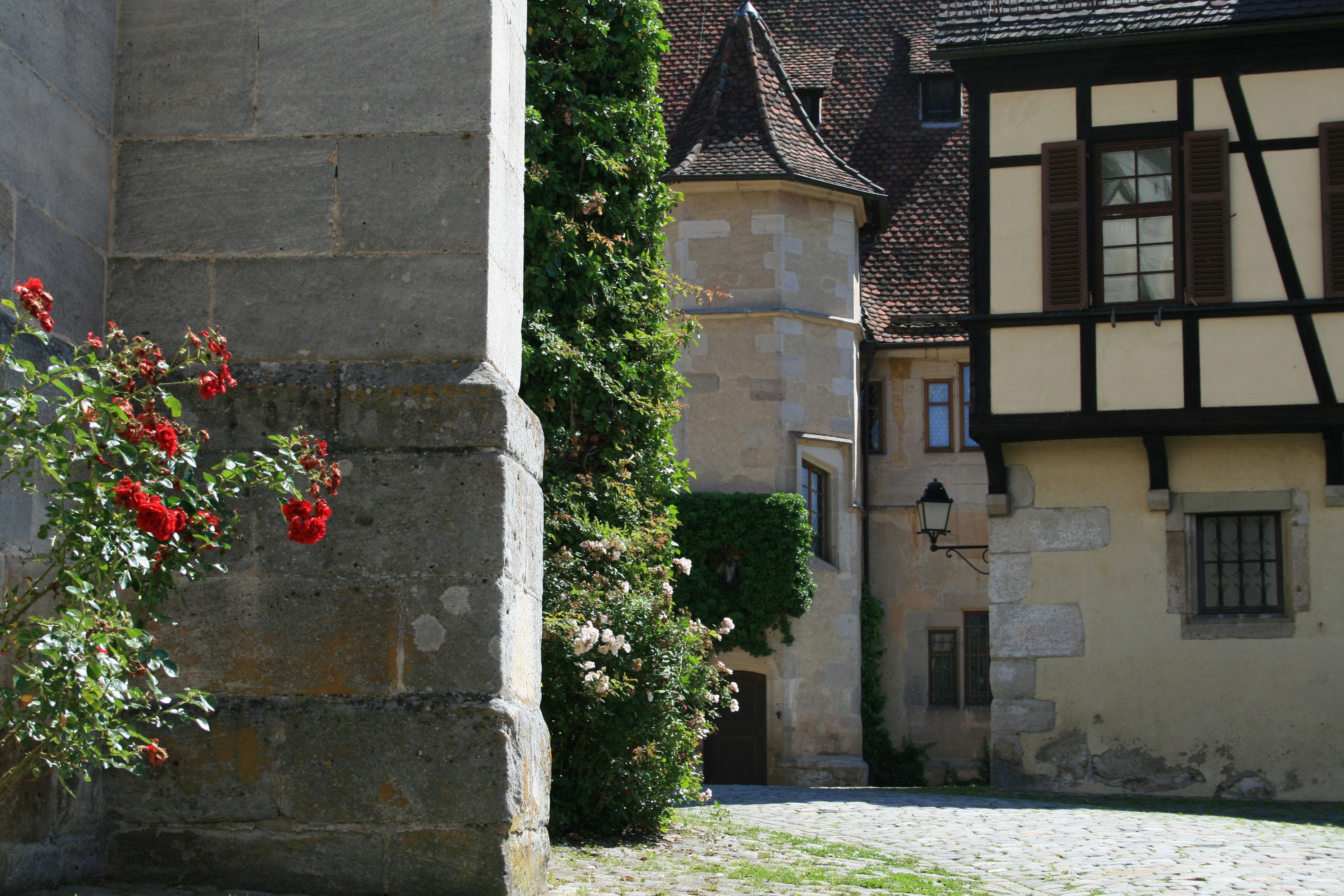
ببنهاوزن

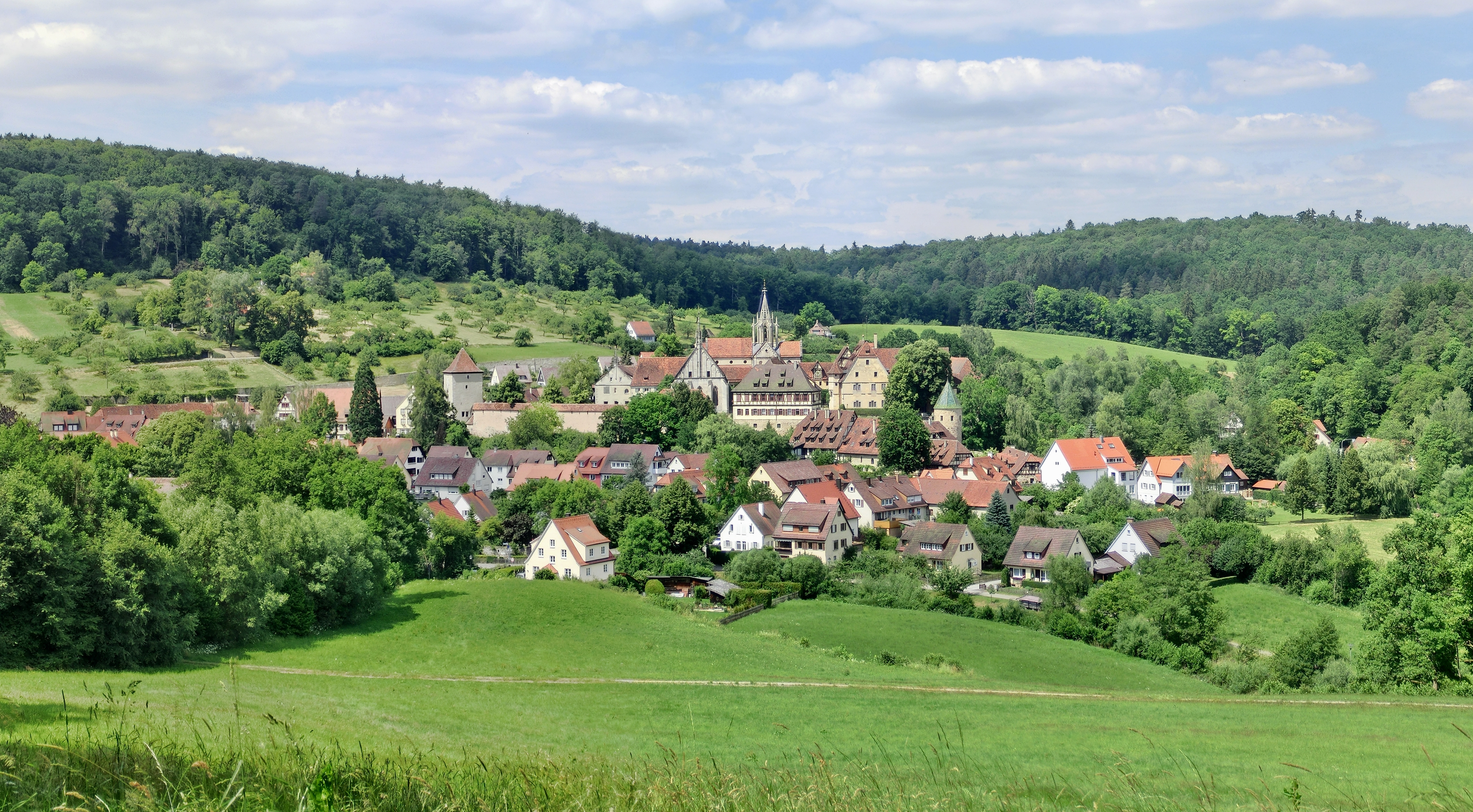
ببنهاوزن

ببنهاوزن روستایی است در منطقه توبینگن، در ایالت بادن-وورتمبرگ در آلمان است. از سال ۱۹۷۴ این منطقه بخشی از شهر توبینگن است، و کم جمعیت‌ترین بخش این شهر نیز می‌باشد. این شهر در ۳ کیلومتری شمال توبینگن واقع شده‌است (تقریبا ۵ کیلومتری مرکز این شهر)، در جنوب شرقی آن منطقه محافظت شده شونبوخ قرار دارد، که جنگل‌های متراکمی در آن وجود دارد. شهرت ببنهاوزن به صومعه‌های آن است، ببنهاوزن ابی، در سال ۱۱۸۳ توسط کونت پالاتین رادولف اول، کنت پالاتین توبینگن تأسیس شد.
در ابتدای قرن ۱۹ هم، این صومعه‌ها به قصر شکار پادشاهان منطقه وورتمبرگ تبدیل شد. پادشاه ویلهلم دوم وورتمبرگ تا زمان مرگش در سال ۱۹۲۱ در این منطقه زندگی کرد، و همسر او پرنسس شارلوت شامبورگ-لیپه نیز تا آخر عمرش در سال ۱۹۴۶ در این منطقه زندگی کرد. در سال‌های ۱۹۴۷ تا ۱۹۵۲ به مرکز وورتمبرگ-هوهنتسولرن. در ۱۹۷۴، ببنهاوزن به بخشی از شهر توبینگن تبدیل شد.